# 斉藤良宏
斉藤 良宏（さいとう よしひろ、1976年8月29日 - ）は京都府京都市出身の元オリンピック体操選手である。新潟経営大学経営情報学部スポーツマネジメント学科准教授。

## 来歴
2000年にシドニーオリンピックに出場し、個人総合は12位、団体は惜しくもメダルを届かずに4位に終った。2005年の晴れの国おかやま国体を最後に引退した。引退後、順天堂大学大学大学院スポーツ健康科学研究科スポーツ科学領域コーチング科学専攻博士前期課程を修了（修士（スポーツ健康科学））。2009年、新潟経営大学経営情報学部スポーツマネジメント学科助教に着任、体操競技部監督に就任。2015年、同学科准教授。
2009年にシドニーオリンピック女子新体操代表の松永里絵子と結婚している。